# Badis tuivaiei
Badis tuivaiei (туйвайський бадіс) — вид дрібних окуневидних риб із прісних водойм північно-східної Індії. Належить до родини бадієвих (Badidae).

## Поширення
Зразки цих риб для дослідження були отримані у серпні 2000 року з приток річки Барак (англ. Barak River) в штаті Маніпур: Туйвай (англ. Tuivai River) в окрузі Чурачандпур (англ. Churachandpur District), та Іранг (англ. Irang River) в окрузі Теменґлонґ (англ. Tamenglong District).
Від річки Туйвай вид отримав свою наукову назву.
Згодом туйвайські бадіси були також виявлені в річці Вагумьям (англ. Wahumiam River) в штаті Мегхалая, а також у річці Ванафа (англ. Wanapha River) в окрузі Гори Джайнтія (англ. Jaintia Hills District) того ж штату.
Badis tuivaiei живе в нешироких і неглибоких гірських річках. Зазвичай це водойми з повільною течією, чистою водою, кам'янистим ґрунтом і густою прибережною рослинністю. Сезонні дощі помітно збільшують глибину та швидкість течії місцевих річок.
2013 року уряд Індії санкціював будівництво Туйвайської гідроелектростанції (англ. Tuivai Hydro Electric Project) в штаті Мізорам, на річці Барак, нижче впадіння в неї річки Туйвай. Гребля електростанції може суттєво вплинути на місця проживання Badis tuivaiei, тому в Червоному списку Міжнародного союзу охорони природи вид потрапив в категорію «Під загрозою зникнення».

## Інші назви
Спочатку ці риби у невеликій кількості завозилися під різними торговими назвами. Екземпляри, виловлені в річці Вагумьям поблизу поселення Шела-Бхолаґандж (англ. Shella Bholaganj) Пітером Котлом (англ. Peter Cottle) і Ендрю Рао (англ. Andrew Rao) у 2006 році, спочатку вважалися невизначеним видом і називалися Badis sp. «Wahumiam River» або Badis sp. «terracotta». Згодом з'ясувалося, що за морфологічними ознаками вони відповідають видові B. tuiaviei.

## Опис
Стандартна (без хвостового плавця) довжина досліджених зразків становила 26,4-59,4 мм.
Риби мають видовжене, помірно стиснуте з боків тіло. Його складає 25,9-29,2 % стандартної довжини. Очі розташовані в передній частині голови, приблизно по середній осі тіла. Щелепи майже рівні, нижня трохи виступає вперед.
Луска ктеноїдна, у верхній частині голови — циклоїдна. В бічній лінії 26-32 луски.
Хребців: 30-31.
Хвостовий плавець округлий. Закруглені також кінці грудних і задні кінці спинного та анального плавців. Спинний плавець має 16-18 твердих і 8-10 м'яких променів, грудні по 13-14, анальний 6-10 м'яких променів.
Характерними елементами забарвлення є помітна чорна пляма над грудними плавцями, чорна пляма між 3-м і 4-м твердими променями спинного плавця й округла чорна пляма посередині основи хвостового плавця.
Самки помітно менші за самців і мають менш виразне забарвлення.
За своїм малюнком на тілі Badis tuivaiei схожий з Badis kanabos, Badis chittagongis і Badis badis, але відрізняється від своїх родичів рядом морфометричних показників.

## Утримання в акваріумі
Пару або групу риб з одного самця і 2-4 самок тримають в акваріумах розміром 60х30 см або більше. Якщо є наміри тримати разом декілька самців, потрібен більший акваріум.
Це повільні й боязкі рибки, тому тримати їх у спільному акваріумі не рекомендується. В оточенні більших і активніших сусідів вони залишаться без їжі. Крім того, вид рідкісний, і, щоб зберегти його, краще використовувати видовий акваріум.
Самці-суперники можуть бути дуже агресивними у стосунках між собою, особливо в невеличких акваріумах.
Ґрунт влаштовують із піску або гравію. Корчі, гілки, плавучі рослини, підстилка з опалого листя можуть бути використані для імітації природного середовища. Вибір рослин не є суттєвим, це можуть бути різні види Microsorum, Taxiphyllum або Anubias тощо. Обов'язковою є наявність печер, які виконуватимуть роль потенційного нерестовища. Якщо в акваріумі живе декілька самців туйвайського бадіса, печери слід розподілити рівномірно по всьому дну.
Рекомендовані параметри води: температура 20–24 °C, показник pH6,5-7,5, твердість 90–179 ppm. Фільтрація та освітлення не повинні бути надто сильними.
Бадіси — мікро-хижаки, харчуються невеликими водними ракоподібними, черв'яками, личинками комах та іншим зоопланктоном. В акваріумі можуть відмовлятися від сухого корму. Рекомендується давати їм дрібний живий або морожений корм: артемія, дафнія, коретра та ін. Годівля мотилем або трубочником може викликати у риб ожиріння.

## Розведення
Туйвайський бадіс в умовах акваріума вперше був розведений у 2006—2007 роках голландським акваріумістом Стефаном ван дер Вортом (нід. Stefan van der Voort).
Представники роду нерестяться в печерах, утворюючи тимчасові пари. В правильно облаштованому акваріумі ці риби не бувають занадто складними для розведення.
Перед нерестом самці стають агресивнішими й починають залицятися до самок, що запливають на їхню територію. Забарвлення самця стає значно інтенсивнішим. Він намагається буквально затягнути партнерку в печеру. Готова до нересту самка пристає на його запрошення. Зазвичай відкладається 30-100 ікринок.
Після відкладання ікри самець проганяє самку й перебирає на себе виняткову турботу про потомство. Він захищає територію від вторгнень сторонніх риб і доглядає за кладкою, обмахуючи її плавцями.
Інкубація ікри зазвичай триває 2-3 дні, після чого з неї вилуплюються личинки, за 6-8 днів вони перетворюються на мальків і починають вільно плавати. Ще близько тижня вони не відпливають від печери.
Після того, як мальки попливуть, дорослі риби, включаючи й батьків, вважатимуть їх за їжу, тому краще відсадити їх в окремий акваріум.
Перші кілька днів мальки буквально стоять на місці й майже не рухаються. Тому ідеальним кормом для них буде оцтова нематода. Після того, як вони розпливуться товщею води, до раціону можна додати наупліуси артемії.